# Jean Guéguen
Jean Guéguen (Parigi, 1º aprile 1924 – Saint-Jean-d'Aulps, 9 maggio 1998) è stato un ciclista su strada francese che corse negli anni '40 e '50.

## Palmarès

### Strada
- 1943 (Dilettante)

Paris-Briare
- 1945 (Dilettante)

campionato nazionale, Prova in linea
- 1948 (Mercier, tre vittorie)

8ª tappa Volta a Portugal (cronometro)
14ª tappa Volta a Portugal (cronometro)
15ª tappa Volta a Portugal
- 1949 (Mercier, tre vittorie)

5ª tappa-B Critérium du Dauphiné
16ª tappa Volta a Portugal
22ª tappa Volta a Portugal
- 1951 (Mercier, due vittorie)

Parigi-Bruxelles
Circuit de la Haute-Savoie
- 1952 (Mercier, tre vittorie)

Paris-Clermont-Ferrand
9ª tappa Tour de l'Ouest
5ª tappa Tour d'Algérie
- 1953 (Mercier, due vittorie)

Parigi-Camembert
Paris-Montceau-les-Mines
- 1954 (Mercier, una vittoria)

Tour du Morbihan

## Piazzamenti

### Grandi Giri
- Tour de France

1951: 61º
1953: ritirato (12ª tappa)